# Levi-Civita-Symbol
Das Levi-Civita-Symbol {\displaystyle \varepsilon _{i_{1}i_{2}\dots i_{n}}}, auch Permutationssymbol, (ein wenig nachlässig) total antisymmetrischer Tensor oder Epsilon-Tensor genannt, ist ein Symbol, das in der Physik bei der Vektor- und Tensorrechnung nützlich ist. Es ist nach dem italienischen Mathematiker Tullio Levi-Civita benannt. Betrachtet man in der Mathematik allgemein Permutationen, spricht man stattdessen meist vom Vorzeichen der entsprechenden Permutation. In der Differentialgeometrie betrachtet man koordinatenunabhängig die Antisymmetrisierungsabbildung und den Hodge-Stern.
Die {\displaystyle n} Indizes {\displaystyle i_{1}} bis {\displaystyle i_{n}} haben Werte von 1 bis {\displaystyle n}. Haben zwei oder mehr Indizes denselben Wert, so ist {\displaystyle \varepsilon _{i_{1}\dots i_{n}}=0}. Sind die Werte der Indizes verschieden, so gibt das Symbol an, ob eine gerade ({\displaystyle \varepsilon _{i_{1}\dots i_{n}}=+1}) oder eine ungerade ({\displaystyle \varepsilon _{i_{1}\dots i_{n}}=-1}) Anzahl von Vertauschungen der Indizes nötig ist, um die Werte aufsteigend anzuordnen. Zum Beispiel ist {\displaystyle \varepsilon _{132}=-1}, da eine einzige Vertauschung nötig ist, um 132 in die Reihenfolge 123 zu bringen.

## Definition
Das Levi-Civita-Symbol in {\displaystyle n} Dimensionen hat {\displaystyle n} Indizes, die gewöhnlich von 1 bis {\displaystyle n} (für manche Anwendungen auch von 0 bis {\displaystyle n-1}) laufen. Es wird durch folgende Eigenschaften definiert:
- {\displaystyle \varepsilon _{12\dots n}=1}.
- Unter Vertauschung zweier Indizes ändert es das Vorzeichen: {\displaystyle \varepsilon _{ij\dots u\dots v\dots }=-\varepsilon _{ij\dots v\dots u\dots }}.

Aus der zweiten Eigenschaft folgt sofort: Falls zwei Indizes gleich sind, ist der Wert null: {\displaystyle \varepsilon _{ij\dots u\dots u\dots }=0}.
Gleichwertig ist die Definition
{\displaystyle \varepsilon _{ijk\dots }={\begin{cases}+1,&{\text{wenn }}(i,j,k,\dots ){\text{ eine gerade Permutation von }}(1,2,3,\dots ){\text{ ist,}}\\-1,&{\text{wenn }}(i,j,k,\dots ){\text{ eine ungerade Permutation von }}(1,2,3,\dots ){\text{ ist,}}\\0,&{\text{wenn mindestens zwei Indizes gleich sind.}}\end{cases}}}
Eine alternative Definition verwendet eine Formel, welche auch für die Darstellung des Vorzeichens einer Permutation benutzt wird:
{\displaystyle \varepsilon _{i_{1}\dots i_{n}}=\prod _{1\leq p<q\leq n}{\frac {i_{p}-i_{q}}{p-q}}}.
Es bezeichne {\displaystyle N=\{1,\dots ,n\}} die Menge der natürlichen Zahlen von 1 bis {\displaystyle n}. Man kann das Levi-Civita-Symbol als eine Abbildung {\displaystyle \varepsilon :\{i\mid i:N\rightarrow N\}\rightarrow \{-1,0,+1\}\subset \mathbb {R} } auffassen mit {\displaystyle \varepsilon (i)=0}, falls {\displaystyle i} nicht bijektiv ist, und {\displaystyle \varepsilon (i)=\operatorname {sgn}(i)} sonst (also das Vorzeichen von {\displaystyle i}, falls {\displaystyle i} eine Permutation ist).

## Zusammenhang mit der Determinante
Die Determinante einer {\displaystyle n\times n}-Matrix {\displaystyle A=\left(A_{ij}\right)} kann mit dem Levi-Civita-Symbol und der Summenkonvention wie folgt geschrieben werden:
{\displaystyle \det A=\varepsilon _{j_{1}\dots j_{n}}A_{1j_{1}}\dots A_{nj_{n}}\;.}
Allgemeiner gilt der Zusammenhang
{\displaystyle \varepsilon _{i_{1}\dots i_{n}}\det A=\varepsilon _{j_{1}\dots j_{n}}A_{i_{1}j_{1}}\dots A_{i_{n}j_{n}}}.
Setzt man in diese Beziehung für {\displaystyle A} die Einheitsmatrix {\displaystyle E_{n}} ein, also für {\displaystyle A_{ij}} das Kronecker-Delta {\displaystyle \delta _{ij}}, so erhält man wegen {\displaystyle \det E=1} die folgende Darstellung des Levi-Civita-Symbols:
{\displaystyle \varepsilon _{i_{1}\dots i_{n}}=\varepsilon _{j_{1}\dots j_{n}}\delta _{i_{1}j_{1}}\dots \delta _{i_{n}j_{n}}={\begin{vmatrix}\delta _{i_{1}1}&\dots &\delta _{i_{1}n}\\\vdots &&\vdots \\\delta _{i_{n}1}&\dots &\delta _{i_{n}n}\end{vmatrix}}=\det \left({\begin{array}{ccc}-&e_{i_{1}}&-\\&\vdots &\\-&e_{i_{n}}&-\end{array}}\right)}.
Dabei sind die Zeilen der Matrix die Einheitsvektoren aus der Standardbasis {\displaystyle \{e_{1},\dots ,e_{n}\}} des {\displaystyle \mathbb {R} ^{n}}. Diese Matrix ist also diejenige Permutationsmatrix, welche den Vektor {\displaystyle {\begin{pmatrix}x_{1}&x_{2}&\dots &x_{n}\end{pmatrix}}^{T}} auf {\displaystyle {\begin{pmatrix}x_{i_{1}}&x_{i_{2}}&\dots &x_{i_{n}}\end{pmatrix}}^{T}} abbildet. Daraus erhält man mit Hilfe der Produktregel für Determinanten einen Ausdruck für das folgende Tensorprodukt:
{\displaystyle \varepsilon _{i_{1}\dots i_{n}}\varepsilon _{j_{1}\dots j_{n}}=\det \left((e_{i_{1}}\dots e_{i_{n}})^{T}\cdot (e_{j_{1}}\dots e_{j_{n}})\right)={\begin{vmatrix}\delta _{i_{1}j_{1}}&\dots &\delta _{i_{1}j_{n}}\\\vdots &&\vdots \\\delta _{i_{n}j_{1}}&\dots &\delta _{i_{n}j_{n}}\end{vmatrix}}}.
Unter Verwendung des laplaceschen Entwicklungssatzes erhält man daraus die folgende Beziehung, wenn man über die jeweils ersten {\displaystyle k} Indizes beider Tensoren verjüngt:
{\displaystyle \varepsilon _{i_{1}\dots i_{k}i_{k+1}\dots i_{n}}\varepsilon _{i_{1}\dots i_{k}j_{k+1}\dots j_{n}}=k!{\begin{vmatrix}\delta _{i_{k+1}j_{k+1}}&\dots &\delta _{i_{k+1}j_{n}}\\\vdots &&\vdots \\\delta _{i_{n}j_{k+1}}&\dots &\delta _{i_{n}j_{n}}\end{vmatrix}}}.
Als eine Anwendung dieser Formeln erhält man für die Einträge der Adjunkten einer {\displaystyle n\times n}-Matrix:
{\displaystyle \operatorname {adj} (A)_{ij}={\dfrac {1}{(n-1)!}}\varepsilon _{i\,i_{2}\dots i_{n}}\varepsilon _{j\,j_{2}\dots j_{n}}A_{j_{2}i_{2}}\dots A_{j_{n}i_{n}}}.

### Speziell in drei Dimensionen
Das Levi-Civita-Symbol lässt sich als Spatprodukt dreier orthogonaler Einheitsvektoren darstellen:
{\displaystyle \varepsilon _{ijk}={\hat {e}}_{i}\cdot ({\hat {e}}_{j}\times {\hat {e}}_{k})=\det \left({\begin{array}{ccc}-&{\hat {e}}_{i}&-\\-&{\hat {e}}_{j}&-\\-&{\hat {e}}_{k}&-\end{array}}\right)=:\det A}
{\displaystyle \varepsilon _{lmn}={\hat {e}}_{l}\cdot ({\hat {e}}_{m}\times {\hat {e}}_{n})=\det \left({\begin{array}{ccc}-&{\hat {e}}_{l}&-\\-&{\hat {e}}_{m}&-\\-&{\hat {e}}_{n}&-\end{array}}\right)=:\det B}
Beim Produkt zweier Epsilon-Tensoren nutzt man aus, dass das Produkt zweier Determinanten als Determinante des Matrizenprodukts geschrieben werden kann. Zudem verwendet man die Identität der Determinante einer Matrix und der Determinante der transponierten Matrix:
{\displaystyle {\begin{aligned}\varepsilon _{ijk}\varepsilon _{lmn}&=\det A\,\det B=\det A\,\det B^{T}=\det(A\cdot B^{T})\\&=\left|\left({\begin{array}{ccc}-&{\hat {e}}_{i}&-\\-&{\hat {e}}_{j}&-\\-&{\hat {e}}_{k}&-\end{array}}\right)\cdot \left({\begin{array}{ccc}\mid &\mid &\mid \\{\hat {e}}_{l}&{\hat {e}}_{m}&{\hat {e}}_{n}\\\mid &\mid &\mid \end{array}}\right)\right|=\left|{\begin{array}{ccc}{\hat {e}}_{i}\cdot {\hat {e}}_{l}&{\hat {e}}_{i}\cdot {\hat {e}}_{m}&{\hat {e}}_{i}\cdot {\hat {e}}_{n}\\{\hat {e}}_{j}\cdot {\hat {e}}_{l}&{\hat {e}}_{j}\cdot {\hat {e}}_{m}&{\hat {e}}_{j}\cdot {\hat {e}}_{n}\\{\hat {e}}_{k}\cdot {\hat {e}}_{l}&{\hat {e}}_{k}\cdot {\hat {e}}_{m}&{\hat {e}}_{k}\cdot {\hat {e}}_{n}\end{array}}\right|\end{aligned}}}
Somit lässt sich das Produkt zweier Epsilon-Tensoren als Determinante von Kronecker-Deltas schreiben:
{\displaystyle \varepsilon _{ijk}\varepsilon _{lmn}=\left|{\begin{array}{ccc}\delta _{il}&\delta _{im}&\delta _{in}\\\delta _{jl}&\delta _{jm}&\delta _{jn}\\\delta _{kl}&\delta _{km}&\delta _{kn}\end{array}}\right|}

### Als Komponenten einer Pseudotensordichte
Definiert man eine {\displaystyle n}-fach kovariante Pseudotensordichte vom Gewicht -1, indem man für eine gegebene geordnete Basis des {\displaystyle R^{n}} und alle {\displaystyle (i_{1},\ldots ,i_{n})\in \{1,\ldots ,n\}^{n}} ihre Komponenten durch {\displaystyle \varepsilon _{i_{1}...i_{n}}} festlegt, so ändern sich die Komponenten dieser Pseudotensordichte bei einem Basiswechsel nicht. In diesem Sinn stellt also das Levi-Civita-Symbol bezüglich beliebiger Basen die Komponenten einer Pseudotensordichte dar. Daraus folgt insbesondere, dass das Symbol die Komponenten eines Tensors beschreibt, wenn man nur Orthonormalbasen positiver Orientierung betrachtet.
In ähnlicher Weise kann im {\displaystyle R^{n}} oder allgemeiner auf einer {\displaystyle n}-dimensionalen orientierbaren semi-riemannschen Mannigfaltigkeit das Levi-Civita-Symbol zur Definition der Komponenten eines kovarianten total schiefsymmetrischen Tensorfeldes {\displaystyle n}-ter Stufe, einer sogenannten Differentialform, benutzt werden. Eine solche Differentialform ist nur bis auf einen skalaren Faktor bestimmt. Die Wahl des Vorfaktors fixiert die Volumeneinheit und definiert die Differentialform als Volumenform. Im euklidischen Raum steht das Levi-Civita-Symbol für die Komponenten des Standardvolumens in der Standardbasis {\displaystyle \{e_{i},\dots ,e_{n}\}}. Bezüglich einer anderen Basis {\displaystyle e'_{i}=C_{ji}e_{j}} hat derselbe Tensor offenbar die Komponenten {\displaystyle (\det C^{-1})\varepsilon _{i_{1}\dots i_{n}}}, wobei {\displaystyle C=(C_{ij})} und {\displaystyle C^{-1}} die dazu inverse Matrix ist. Ist die Basis nicht orthonormal bezüglich des Standardskalarprodukts, dann unterscheiden sich entsprechend ko- und kontravariante Komponenten des Tensors. Der Vorfaktor hängt von den Koordinaten ab, wenn krummlinige Koordinaten verwendet werden oder der zugrunde liegende Basisraum eine (orientierbare) Mannigfaltigkeit ist. Für eine semi-riemannsche Mannigfaltigkeit mit metrischem Tensor {\displaystyle g} und der zugehörigen riemannschen Volumenform (siehe Hodge-Stern-Operator) ist der Vorfaktor gegeben durch {\displaystyle \pm {\sqrt {\det g}}}. Das Vorzeichen hängt von der gewählten Orientierung ab. Der Zusammenhang zwischen Levi-Civita-Symbol und Kronecker-Delta verallgemeinert sich zu
{\displaystyle (\det g)\varepsilon _{i_{1}\dots i_{n}}\varepsilon _{j_{1}\dots j_{n}}={\begin{vmatrix}g_{i_{1}j_{1}}&\dots &g_{i_{1}j_{n}}\\\vdots &&\vdots \\g_{i_{n}j_{1}}&\dots &g_{i_{n}j_{n}}\end{vmatrix}}}.

## Eigenschaften

### Vektorrechnung
Für den dreidimensionalen Fall ergibt sich
{\displaystyle \varepsilon _{ijk}={\frac {i-j}{1-2}}\cdot {\frac {i-k}{1-3}}\cdot {\frac {j-k}{2-3}}=-{\frac {1}{2}}(j-i)(k-j)(i-k)\equiv (j-i)(k-j)(i-k)\mod 3}
wobei {\displaystyle i,j,k\in \lbrace 1,2,3\rbrace }.

Werte des Levi-Civita-Symbols für ein rechtshändiges Koordinatensystem

Matrixdarstellung des Levi-Civita-Symbols und ...

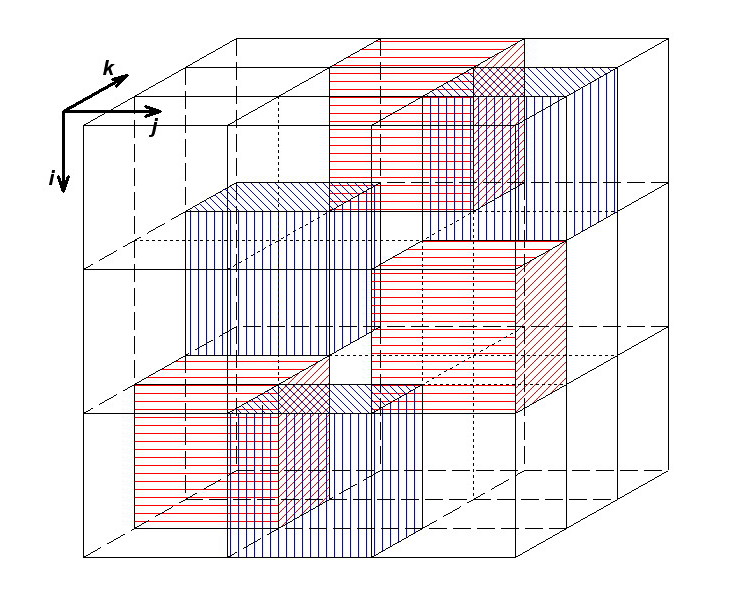
Korrespondierende Darstellung des Levi-Civita-Symbols für ein linkshändiges Koordinatensystem

Wie der nebenstehenden Abbildung zu entnehmen, sind dabei lediglich 6 der insgesamt 27 Komponenten von {\displaystyle \varepsilon _{ijk}} ungleich null:
{\displaystyle \varepsilon _{123}=\varepsilon _{312}=\varepsilon _{231}=1,}
{\displaystyle \varepsilon _{321}=\varepsilon _{213}=\varepsilon _{132}=-1.}
Oder als Merkregel: 123123 Nun resultiert +1 wenn man von links nach rechts abliest, und -1 wenn man von rechts nach links abliest.
In diesem Beispiel erkennt man ferner eine Invarianz unter zyklischer Permutation der Indizes, die allerdings nur dann gilt, wenn n ungerade ist – ist das nicht der Fall, geht eine zyklische Permutation der Indizes mit einem Vorzeichenwechsel einher.
Das folgende Zahlenbeispiel demonstriert die Darstellung als Determinante, welche im dreidimensionalen Fall auch durch das Spatprodukt ausgedrückt werden kann:
{\displaystyle {\begin{aligned}\varepsilon _{123}&={\vec {e_{1}}}\cdot ({\vec {e_{2}}}\times {\vec {e_{3}}})\\&={\begin{pmatrix}1\\0\\0\end{pmatrix}}\cdot \left({\begin{pmatrix}0\\1\\0\end{pmatrix}}\times {\begin{pmatrix}0\\0\\1\end{pmatrix}}\right)={\begin{pmatrix}1\\0\\0\end{pmatrix}}\cdot {\begin{pmatrix}1\\0\\0\end{pmatrix}}=1\end{aligned}}}
Das Levi-Civita-Symbol mit drei Indizes erweist sich in der Vektorrechnung als nützlich, um die Komponenten des Kreuzproduktes zweier Vektoren zu schreiben. Es gilt
{\displaystyle ({\vec {a}}\times {\vec {b}})_{i}=\sum _{j=1}^{3}\sum _{k=1}^{3}\varepsilon _{ijk}a_{j}b_{k}\;.}
Bei solchen Rechnungen wird häufig die Einsteinsche Summenkonvention angewandt, das heißt, man lässt die Summenzeichen weg und vereinbart, dass über in Produkten doppelt auftretende Indizes stets automatisch summiert wird:
{\displaystyle ({\vec {a}}\times {\vec {b}})_{i}=\varepsilon _{ijk}a_{j}b_{k}\;.}
Ist {\displaystyle {\vec {e_{i}}}} der {\displaystyle i}-te Einheitsvektor, so kann diese Gleichung auch notiert werden als:
{\displaystyle {\vec {a}}\times {\vec {b}}=\varepsilon _{ijk}a_{j}b_{k}{\vec {e_{i}}}=\varepsilon _{ijk}a_{i}b_{j}{\vec {e_{k}}}}
Für das Spatprodukt gilt
{\displaystyle ({\vec {a}}\times {\vec {b}})\cdot {\vec {c}}=\varepsilon _{ijk}a_{i}b_{j}c_{k}}.
In dieser Beziehung wird die Eigenschaft des Levi-Civita-Symbols als Komponenten einer Volumenform deutlich, denn das Spatprodukt ist gleich dem Volumen des von den drei Vektoren aufgespannten Spates.
Für den Zusammenhang zwischen Levi-Civita-Symbol bzw. Epsilon-Tensor und Kronecker-Delta erhält man die Beziehung
{\displaystyle {\begin{aligned}\varepsilon _{ijk}\varepsilon _{lmn}&={\begin{vmatrix}\delta _{il}&\delta _{im}&\delta _{in}\\\delta _{jl}&\delta _{jm}&\delta _{jn}\\\delta _{kl}&\delta _{km}&\delta _{kn}\end{vmatrix}}\\&=\delta _{il}\delta _{jm}\delta _{kn}+\delta _{im}\delta _{jn}\delta _{kl}+\delta _{in}\delta _{jl}\delta _{km}-\delta _{im}\delta _{jl}\delta _{kn}-\delta _{il}\delta _{jn}\delta _{km}-\delta _{in}\delta _{jm}\delta _{kl}.\end{aligned}}}
Aus dieser folgt (wiederum mit Summenkonvention)
{\displaystyle {\begin{aligned}\varepsilon _{ijk}\varepsilon _{imn}&={\begin{vmatrix}\delta _{jm}&\delta _{jn}\\\delta _{km}&\delta _{kn}\end{vmatrix}}=\delta _{jm}\delta _{kn}-\delta _{jn}\delta _{km}\\\varepsilon _{ijk}\varepsilon _{ijn}&=2\delta _{kn}\\\varepsilon _{ijk}\varepsilon _{ijk}&=3!=6.\end{aligned}}}
Diese Beziehungen sind hilfreich bei der Herleitung von Identitäten für das Kreuzprodukt.
Weiterhin ordnet der Epsilon-Tensor einem Vektor {\displaystyle {\vec {a}}} eine schiefsymmetrische Matrix A mit {\displaystyle A_{ij}=\varepsilon _{ijk}a_{k}} zu. Damit kann das Kreuzprodukt als Matrixprodukt {\displaystyle {\vec {a}}}\times {\vec {b}}=-A\cdot {\vec {b}} ausgedrückt werden. In der Mathematik wird diese Zuordnung als Hodge-Stern-Operator bezeichnet. Ein Beispiel ist die Zuordnung des magnetischen Feldvektors zu den entsprechenden Komponenten im elektromagnetischen Feldstärketensor. Solch eine Zuordnung ist auch für andere axiale Vektoren, etwa für den Drehimpulsvektor, üblich.

### Tensorkalkül
Das Levi-Civita-Symbol {\displaystyle \varepsilon _{ijk}} bzw. {\displaystyle \varepsilon ^{ijk}} wurde bereits eingangs in den identischen kartesischen Bezugssystemen {\displaystyle {\vec {e}}{_{i}}=[{\vec {e}}{_{0}}\;{\vec {e}}{_{1}}\;{\vec {e}}{_{2}}]} bzw. {\displaystyle {\vec {e}}{^{k}}=[{\vec {e}}{^{0}}\;{\vec {e}}{^{1}}\;{\vec {e}}{^{2}}]} als Permutationssymbol durch die schiefsymmetrische e-Matrix {\displaystyle \varepsilon _{ijk}=e_{ijk}\;bzw.\;\varepsilon ^{ijk}=e^{ijk}} mit den Zahlenwerten {\displaystyle \pm 1} definiert. Im kartesischen System soll es auch weiterhin mit lateinischen Indizes gekennzeichnet werden.
Im Folgenden wird es nun jedoch für das Tensorkalkül in zwei duale, schiefwinklige nichtnormierte Bezugssysteme mit kovarianten Basisvektoren {\displaystyle {\vec {g}}_{\alpha }=[{\vec {g}}{_{0}}\;{\vec {g}}_{1}\;{\vec {g}}_{2}]} einerseits, und kontravarianten Basisvektoren {\displaystyle {\vec {g}}{^{\beta }}=[{\vec {g}}{^{0}}\;{\vec {g}}{^{1}}\;{\vec {g}}{^{2}}]} andererseits übertragen.
Beide Bezugssysteme sind mittels der Einheitsmatrix  {\displaystyle \delta {_{\alpha }}^{\beta }} zueinander orthogonal ausgerichtet {\displaystyle {\vec {g}}_{\alpha }\cdot {\vec {g}}{^{\beta }}=\delta {_{\alpha }}^{\beta }} und werden nachfolgend stets mit griechischen Indizes markiert.
Die Transformation der Tensorkomponenten zwischen dem kartesischen Bezugssystem und den schiefwinkligen Bezugssystemen
erfolgt über die Komponenten {\displaystyle g{^{i}}_{\alpha }\;bzw.\;g{_{k}}^{\beta }} der kovarianten Basisvektoren {\displaystyle {\vec {g}}{_{\alpha }}=g{^{i}}_{\alpha }\;{\vec {e}}{_{i}}} bzw. der kontravarianten Basisvektoren {\displaystyle {\vec {g}}{^{\beta }}=g{_{k}}{^{\beta }}\;{\vec {e}}{^{k}},}
wobei sich auch hier die Orthogonalität {\displaystyle g{^{i}}_{\alpha }*g{_{i}}{^{\beta }}=\delta {_{\alpha }}^{\beta }} aus dem obigen Zusammenhang ergibt.
Die Determinante des kovarianten Maßtensors {\displaystyle g_{\alpha \beta }=g{^{i}}{_{\alpha }}*g{^{i}}{_{\beta }}} gewinnt man aus der Volumenform {\displaystyle g=det(g_{\alpha \beta })=det(g{^{i}}{_{\alpha }})*det(g{^{i}}{_{\beta }})} mit {\displaystyle {\sqrt {g}}=det(g{^{i}}{_{\alpha }}),} ebenso die Determinante des kontravarianten Maßtensors {\displaystyle g^{\alpha \beta }=g{_{i}}{^{\alpha }}*g{_{i}}{^{\beta }}} aus der Volumenform {\displaystyle 1/g=det(g^{\alpha \beta })} mit {\displaystyle 1/{\sqrt {g}}=det(g{_{i}}{^{\alpha }}).}
Wie bereits oben ausgewiesen, lässt sich das Levi-Civita-Symbol im kartesischen Bezugssystem über die folgende Determinantenbildung aus dem Kronecker-Delta gewinnen:
{\displaystyle {\begin{aligned}\varepsilon _{ijk}={\begin{vmatrix}\delta {^{0}}{_{i}}&\delta {^{0}}{_{j}}&\delta {^{0}}{_{k}}\\\delta {^{1}}{_{i}}&\delta {^{1}}{_{j}}&\delta {^{1}}{_{k}}\\\delta {^{2}}{_{i}}&\delta {^{2}}{_{j}}&\delta {^{2}}{_{k}}\\\end{vmatrix}}=e_{ijk}\end{aligned}}\;\;bzw.\;\;{\begin{aligned}\varepsilon ^{ijk}={\begin{vmatrix}\delta {_{0}}{^{i}}&\delta {_{0}}{^{j}}&\delta {_{0}}{^{k}}\\\delta {_{1}}{^{i}}&\delta {_{1}}{^{j}}&\delta {_{1}}{^{k}}\\\delta {_{2}}{^{i}}&\delta {_{2}}{^{j}}&\delta {_{2}}{^{k}}\\\end{vmatrix}}=e^{ijk}.\end{aligned}}}

Die {\displaystyle \varepsilon }-Tensoren im schiefwinkligen Referenzsystem gewinnt man durch entsprechende Tensortransformationen des Levi-Civita-Symbols bzw. alternativ durch Multiplikation der e-Matrix mit dem Volumenelement {\displaystyle {\sqrt {g}}} sowohl
für den kovarianten {\displaystyle \varepsilon }-Tensor
{\displaystyle \;\;\;\;\;\varepsilon {_{\alpha }}{_{\beta }}{_{\gamma }}=\varepsilon {_{i}}{_{j}}{_{k}}*g{^{i}}{_{\alpha }}*g{^{j}}{_{\beta }}*g{^{k}}{_{\gamma }}={\begin{vmatrix}g{^{0}}_{\alpha }&g{^{0}}_{\beta }&g{^{0}}_{\gamma }\\g{^{1}}_{\alpha }&g{^{1}}_{\beta }&g{^{1}}_{\gamma }\\g{^{2}}_{\alpha }&g{^{2}}_{\beta }&g{^{2}}_{\gamma }\\\end{vmatrix}}={\begin{vmatrix}g{^{s}}_{\alpha }&g{^{s}}_{\beta }&g{^{s}}_{\gamma }\\\end{vmatrix}}=e{_{\alpha }}{_{\beta }}{_{\gamma }}*{\sqrt {g}},} als auch
für den kontravarianten {\displaystyle \varepsilon }-Tensor
{\displaystyle \varepsilon {^{\kappa }}{^{\lambda }}{^{\mu }}=\varepsilon {^{i}}{^{j}}{^{k}}*g{_{i}}^{\kappa }*g{_{j}}^{\lambda }*g{_{k}}^{\mu }={\begin{vmatrix}g{_{0}}^{\kappa }&g{_{0}}^{\lambda }&g{_{0}}^{\mu }\\g{_{1}}^{\kappa }&g{_{1}}^{\lambda }&g{_{1}}^{\mu }\\g{_{2}}^{\kappa }&g{_{2}}^{\lambda }&g{_{2}}^{\mu }\\\end{vmatrix}}={\begin{vmatrix}g{_{s}}^{\kappa }&g{_{s}}^{\lambda }&g{_{s}}^{\mu }\\\end{vmatrix}}=e{^{\kappa }}{^{\lambda }}{^{\mu }}/{\sqrt {g}}.}

### Delta-Identitäten und Tensortransformationen
Für den Zusammenhang zwischen Levi-Civita-Symbol bzw. {\displaystyle \varepsilon }-Tensor und Kronecker-Delta gilt der Laplace'sche Entwicklungssatz
{\displaystyle {\begin{aligned}\delta {_{\alpha \beta \gamma }}^{\kappa \lambda \mu }=\varepsilon _{\alpha \beta \gamma }*\varepsilon ^{\kappa \lambda \mu }={\begin{vmatrix}g{^{s}}{_{\alpha }}\\g{^{s}}{_{\beta }}\\g{^{s}}{_{\gamma }}\\\end{vmatrix}}*{\begin{vmatrix}g{_{s}}{^{\kappa }}&g{_{s}}{^{\lambda }}&g{_{s}}{^{\mu }}\\\end{vmatrix}}={\begin{vmatrix}\delta {_{\alpha }}{^{\kappa }}&\delta {_{\alpha }}{^{\lambda }}&\delta {_{\alpha }}{^{\mu }}\\\delta {_{\beta }}{^{\kappa }}&\delta {_{\beta }}{^{\lambda }}&\delta {_{\beta }}{^{\mu }}\\\delta {_{\gamma }}{^{\kappa }}&\delta {_{\gamma }}{^{\lambda }}&\delta {_{\gamma }}{^{\mu }}\\\end{vmatrix}}=\delta {_{\alpha }}{^{\kappa }}*{\begin{vmatrix}\delta {_{\beta }}{^{\lambda }}&\delta {_{\beta }}{^{\mu }}\\\delta {_{\gamma }}{^{\lambda }}&\delta {_{\gamma }}{^{\mu }}\end{vmatrix}}-\delta {_{\alpha }}{^{\lambda }}*{\begin{vmatrix}\delta {_{\beta }}{^{\kappa }}&\delta {_{\beta }}{^{\mu }}\\\delta {_{\gamma }}{^{\kappa }}&\delta {_{\gamma }}{^{\mu }}\end{vmatrix}}+\delta {_{\alpha }}{^{\mu }}*{\begin{vmatrix}\delta {_{\beta }}{^{\kappa }}&\delta {_{\beta }}{^{\mu }}\\\delta {_{\gamma }}{^{\kappa }}&\delta {_{\gamma }}{^{\mu }}\end{vmatrix}}\\\end{aligned}}}
{\displaystyle \;\;\;\;\;\;\;\;\;\;\;\;\;\;\;\;\;\;\;\;\;\;\;\;\;\;\;\;\;\;\;\;\;\;\;\;\;\;\;=\delta {_{\alpha }}{^{\kappa }}*(\delta {_{\beta }}{^{\lambda }}*\delta {_{\gamma }}{^{\mu }}-\delta {_{\beta }}{^{\mu }}*\delta {_{\gamma }}{^{\lambda }})-\delta {_{\alpha }}{^{\lambda }}*(\delta {_{\beta }}{^{\kappa }}*\delta {_{\gamma }}{^{\mu }}-\delta {_{\beta }}{^{\mu }}*\delta {_{\gamma }}{^{\kappa }})+\delta {_{\alpha }}{^{\mu }}*(\delta {_{\beta }}{^{\kappa }}*\delta {_{\gamma }}{^{\mu }}-\delta {_{\beta }}{^{\mu }}*\delta {_{\gamma }}{^{\kappa }}){\textrm {}}}
mit dem {\displaystyle \delta }-Symbol 6ter Stufe, welches die Lagrange-Identität bildet.
Speziell folgt aus dieser Beziehung durch Überschieben des letzten Index die Graßmann-{\displaystyle \varepsilon }-Identität mit dem Kronecker-Delta 4ter Stufe
{\displaystyle {\begin{aligned}\delta {_{\alpha \beta }}{^{\kappa \lambda }}=\varepsilon _{\alpha \beta \mu }*\varepsilon {^{\kappa }}^{\lambda \mu }={\begin{vmatrix}\delta {_{\alpha }}{^{\kappa }}&\delta {_{\alpha }}{^{\lambda }}\\\delta {_{\beta }}{^{\kappa }}&\delta {_{\beta }}{^{\lambda }}\end{vmatrix}}=\delta {_{\alpha }}{^{\kappa }}*\delta {_{\beta }}{^{\lambda }}-\delta {_{\alpha }}{^{\lambda }}*\delta {_{\beta }}{^{\kappa }},\\\end{aligned}}}
die auch als überschobene {\displaystyle \varepsilon }-Identität bezeichnet wird.

Diese Beziehung ist auch Grundlage für die Bildung von weiteren Identitäten für das Kreuzprodukt
{\displaystyle \;{\vec {c}}={\vec {a}}\times {\vec {b}}\;} mit
{\displaystyle \;c^{\mu }=\varepsilon ^{\kappa \lambda \mu }*a_{\kappa }*b_{\lambda }\;}:
wie die  Lagrange-Identität
{\displaystyle \;({\vec {a}}\times {\vec {b}})\cdot ({\vec {c}}\times {\vec {d}})=({\vec {a}}\cdot {\vec {c}})({\vec {b}}\cdot {\vec {d}})-({\vec {b}}\cdot {\vec {c}})({\vec {a}}\cdot {\vec {d}})\;}
mit
{\displaystyle \;\varepsilon _{\alpha \beta \mu }*a^{\alpha }*b^{\beta }*\varepsilon ^{\kappa \lambda \mu }*c_{\kappa }*d_{\lambda }=a^{\alpha }*b^{\beta }*\delta {{_{\alpha }}{_{\beta }}{^{\kappa }}{^{\lambda }}}*c_{\kappa }*d_{\lambda }=a^{\alpha }*c_{\alpha }*b^{\beta }*d_{\beta }-b^{\beta }*c_{\beta }*a^{\alpha }*d_{\alpha }\;}
oder die  Graßmann-Identität
{\displaystyle \;{\vec {c}}\times ({\vec {a}}\times {\vec {b}})=({\vec {b}}\cdot {\vec {c}}){\vec {a}}-({\vec {a}}\cdot {\vec {c}}){\vec {b}}\;}
mit
{\displaystyle \;c^{\beta }*\varepsilon _{\alpha \beta \mu }*\varepsilon ^{\kappa \lambda \mu }*a_{\kappa }*b_{\lambda }=c^{\beta }*\delta {{_{\alpha }}{_{\beta }}{^{\kappa }}{^{\lambda }}}*a_{\kappa }*b_{\lambda }=b_{\beta }*c^{\beta }*a_{\alpha }-a_{\beta }*c^{\beta }*b_{\alpha }\;}
und die Jacobi-Identität
{\displaystyle \;{\vec {c}}\times ({\vec {a}}\times {\vec {b}})+{\vec {a}}\times ({\vec {b}}\times {\vec {c}})+{\vec {b}}\times ({\vec {c}}\times {\vec {a}})\equiv {\vec {0}}\;}
mit
{\displaystyle \;\varepsilon _{\alpha \beta \mu }*(c^{\beta }\ *a_{\kappa }*b_{\lambda }+a^{\beta }\ *b_{\kappa }*c_{\lambda }+b^{\beta }\ *c_{\kappa }*a_{\lambda })*\varepsilon ^{\kappa \lambda \mu }=(c^{\beta }\ *a_{\kappa }*b_{\lambda }+a^{\beta }\ *b_{\kappa }*c_{\lambda }+b^{\beta }\ *c_{\kappa }*a_{\lambda })*\delta {{_{\alpha }}{_{\beta }}{^{\kappa }}{^{\lambda }}}}
{\displaystyle \;\;\;\;\;\;\;=\;a_{\alpha }*(c^{\beta }\ *b_{\beta }-b^{\beta }\ *c_{\beta })+b_{\alpha }*(a^{\beta }\ *c_{\beta }-c^{\beta }\ *a_{\beta })+c_{\alpha }*(b^{\beta }\ *a_{\beta }-a^{\beta }\ *b_{\beta })\equiv 0\;}.

Durch weitere Verjüngungen der Graßmann-{\displaystyle \varepsilon }-Identität {\displaystyle \delta {_{\alpha \beta }}{^{\kappa \lambda }}} folgen die beiden {\displaystyle \delta }-Identitäten
{\displaystyle in{\begin{aligned}\mathbb {R} ^{3}:\ 2\;\delta {{_{\alpha }}{^{\beta }}}=\varepsilon _{\alpha \lambda \mu }*\varepsilon ^{\beta \lambda \mu }&&&\end{aligned}}in{\begin{aligned}\mathbb {R} ^{2}:\ \delta {_{\alpha }}{^{\beta }}=\varepsilon _{\alpha \lambda }*\varepsilon ^{\beta \lambda }\end{aligned}}}
{\displaystyle {\begin{aligned}&&2\;\delta {_{\alpha }}{^{\alpha }}=\varepsilon _{\alpha \beta \gamma }*\varepsilon ^{\alpha \beta \gamma }=6\end{aligned}}{\begin{aligned}&&&\ \ \ \ \ \delta {_{\alpha }}{^{\alpha }}=\varepsilon {_{\alpha \beta }}*\varepsilon ^{\alpha \beta }=2.\end{aligned}}}

Dabei kann die obere {\displaystyle \delta }-Identität mittels der nachfolgend beschriebenen tensoriellen Transformationen dazu genutzt werden, um die zu berechnende kontravariante Vektorbasis {\displaystyle {\vec {g}}{^{\beta }}} auf direktem Wege – ohne die übliche Matrixinversion – aus der kovarianten Vektorbasis {\displaystyle {\vec {g}}{_{\lambda }}} zu ermitteln – nur durch Rotation und Normierung der Basisvektoren!
Für diesen Zweck wird die {\displaystyle \delta }-Identität 2ter Stufe durch Modifikationen wie folgt in die {\displaystyle \delta \varepsilon }-Identitäten
{\displaystyle in{\begin{aligned}\mathbb {R} ^{3}:\ \delta {{_{\alpha }}{^{\beta }}}=1/2*\varepsilon {{_{\alpha }}{_{j}}{_{k}}}*g{^{j}}{_{\lambda }}*g{^{k}}{_{\mu }}*\varepsilon {^{\beta }}{^{\lambda }}{^{\mu }}\end{aligned}}} resp. {\displaystyle {\begin{aligned}\delta {^{\alpha }{_{\beta }}}=1/2*\varepsilon {{^{\alpha }}{^{\gamma }}{^{\kappa }}}*g{_{\gamma }}{^{\lambda }}*g{_{\kappa }}{^{\mu }}*\varepsilon {{_{\beta }}{_{\lambda }}{_{\mu }}},\end{aligned}}}
{\displaystyle in{\begin{aligned}\mathbb {R} ^{2}:\ \delta {{_{\alpha }}{^{\beta }}}=\varepsilon {{_{\alpha }}{_{j}}}*g{{^{j}}{_{\lambda }}}*\varepsilon {{^{\beta }}{^{\lambda }}}&&&&&&\end{aligned}}} resp. {\displaystyle {\begin{aligned}\delta {{^{\alpha }}{_{\beta }}}=\varepsilon {{^{\alpha }}{^{\gamma }}}*g{_{\gamma }}{^{\lambda }}*\varepsilon {{_{\beta }}{_{\lambda }}}\end{aligned}}}
überführt.
Abschließend führt die Umordnung und Umbenennung von einigen Indizes zu den kontravarianten Tensorbasis-Transformationen für
die dreidimensionalen kontravarianten Basisvektoren {\displaystyle g{_{i}}{^{\beta }}=1/2*e{_{i}}{_{j}}{_{k}}*g{^{j}}{_{\lambda }}*g{^{k}}{_{\mu }}*\varepsilon {^{\beta }}{^{\lambda }}{^{\mu }}}
und den kontravarianten Metriktensor :{\displaystyle \;\;\;\;\;\;\;\;\;\;\;\;\;\;\;\;\;\;\;g{^{\alpha }}{^{\beta }}=1/2*\varepsilon {^{\alpha }}{^{\gamma }}{^{\kappa }}*g{_{\gamma }}{_{\lambda }}*g{_{\kappa }}{_{\mu }}*\varepsilon {^{\beta }}{^{\lambda }}{^{\mu }},}
beziehungsweise zu
den zweidimensionalen kontravarianten Basisvektoren {\displaystyle g{{_{i}}{^{\beta }}}=e{_{i}}{_{j}}*g{^{j}}{_{\lambda }}*\varepsilon {{^{\beta }}{^{\lambda }}}}
und dem kontravariant Metriktensor :{\displaystyle \;\;\;\;\;\;\;\;\;\;\;\;\;\;\;\;\;\;\;\;\;\;\;\;g{{^{\alpha }}{^{\beta }}}=\varepsilon {{^{\alpha }}{^{\gamma }}}*g{{_{\gamma }}{_{\lambda }}}*\varepsilon {{^{\beta }}{^{\lambda }}}}
in schiefwinkligen Referenzsystemen.

## Anwendungen

### Das Levi-Civita-Symbol in der allgemeinen Relativitätstheorie
In der allgemeinen Relativitätstheorie ist auch die Notation {\displaystyle [\alpha ,\beta ,\gamma ,\cdots ]} gebräuchlich. Sie kennzeichnet in der Regel das Levi-Civita-Symbol im flachen Raum und wird mit der Definition (hier konventionell in 3D)
{\displaystyle \epsilon _{\alpha ,\beta ,\gamma }={\sqrt {g}}\,[\alpha ,\beta ,\gamma ,\cdots ]}
mit der Metrik-Determinanten {\displaystyle g=\det(g_{\mu \nu })} zum Levi-Civita-(Pseudo)tensor. Dabei wird durch die Metrik in der Regel eine Orthonormalbasis gegeben. Der Levi-Civita-Tensor transformiert sich dann wie ein Tensor. Deswegen ist im Allgemeinen das Kreuzprodukt {\displaystyle {\vec {a}}\times {\vec {b}}} in einer dreidimensionalen raumartigen Hyperfläche (wie sie in der 3+1-Cauchy-Initial Value-Formulierung verwendet wird, vgl. ADM-Masse) nicht eindeutig definiert.

### Relativitätstheorie
In der Relativitätstheorie muss zwischen ko- und kontravarianten Komponenten des Epsilon-Tensors unterschieden werden. Im Folgenden sei im vierdimensionalen Minkowski-Raum die Signatur des metrischen Tensors {\displaystyle \,\eta _{ij}} als (1,−1,−1,−1) festgelegt. Die Indizes sollen Werte von 0 bis 3 annehmen. Weiterhin sei für die vierfach kontravariante Komponente {\displaystyle \varepsilon ^{0123}=1} festgelegt. Unterschiedliche Autoren verwenden verschiedene Konventionen für die Vorzeichen in Metrik und Epsilon-Tensor. Wie üblich werden Indizes mit dem metrischen Tensor bewegt. Dann erhält man zum Beispiel für die vierfach kovariante Komponente {\displaystyle \varepsilon _{0123}=\eta _{0\mu }\eta _{1\nu }\eta _{2\varrho }\eta _{3\sigma }\varepsilon ^{\mu \nu \varrho \sigma }=\det(\eta )=-1}.
Der Epsilon-Tensor bleibt unter einer eigentlichen Lorentztransformation {\displaystyle \Lambda } invariant:
{\displaystyle \varepsilon ^{\prime \mu \nu \varrho \sigma }=\Lambda _{\ \mu ^{\prime }}^{\mu }\Lambda _{\ \nu ^{\prime }}^{\nu }\Lambda _{\ \varrho ^{\prime }}^{\varrho }\Lambda _{\ \sigma ^{\prime }}^{\sigma }\varepsilon ^{\mu ^{\prime }\nu ^{\prime }\varrho ^{\prime }\sigma ^{\prime }}=\varepsilon ^{\mu \nu \varrho \sigma }}
Dies folgt direkt aus der Tatsache, dass die Determinante von {\displaystyle \Lambda } gleich 1 ist. Der Epsilon-Tensor kann verwendet werden, um den dualen elektromagnetischen Feldstärketensor {\displaystyle {\tilde {F}}^{\mu \nu }={\tfrac {1}{2}}\varepsilon ^{\mu \nu \varrho \sigma }F_{\varrho \sigma }} zu definieren, mit dessen Hilfe sich wiederum die homogenen Maxwell-Gleichungen {\displaystyle \partial _{\mu }{\tilde {F}}^{\mu \nu }=0} kompakt notieren lassen.
Eine Anwendung des zweistufigen Epsilon-Tensors in der Relativitätstheorie ergibt sich, wenn man den Minkowski-Raum auf den Vektorraum der hermiteschen {\displaystyle 2\times 2}-Matrizen abbildet: {\displaystyle v_{\alpha {\dot {\alpha }}}=\sigma _{\alpha {\dot {\alpha }}}^{m}v_{m}}. Dabei sind {\displaystyle \,\sigma ^{m}} für {\displaystyle \,m=1,2,3} die Pauli-Matrizen und {\displaystyle \,\sigma _{0}=-E_{2}} die negative Einheitsmatrix. Entsprechend erfolgt dann die Zuordnung von Tensoren. Der metrische Tensor wird dabei auf das Produkt zweier Epsilon-Tensoren abgebildet: {\displaystyle \sigma _{\alpha {\dot {\alpha }}}^{m}\sigma _{\beta {\dot {\beta }}}^{n}\eta _{mn}=-2\varepsilon _{\alpha \beta }\varepsilon _{{\dot {\alpha }}{\dot {\beta }}}}. In diesem Formalismus sind Objekte mit einem Index Spinoren {\displaystyle \,\psi ^{\alpha }}, und der Epsilon-Tensor spielt bei der Umrechnung von ko- in kontravariante Komponenten die gleiche Rolle wie der metrische Tensor {\displaystyle \,\eta _{mn}} im gewöhnlichen Minkowski-Raum: {\displaystyle \psi _{\alpha }=\varepsilon _{\alpha \beta }\psi ^{\beta }}. Dieser Formalismus ist unter dem Namen Van-der-Waerden-Notation bekannt. Für die Metrik wird üblicherweise die Signatur (−1,1,1,1) gewählt. Für den Epsilon-Tensor gilt hierbei die Festlegung {\displaystyle \varepsilon ^{12}=\varepsilon _{21}=1}.

### Quantenmechanik
In der Quantenmechanik wird das Levi-Civita-Symbol bei der Formulierung der Drehimpulsalgebra verwendet. In mathematischen Begriffen ausgedrückt stimmt das Symbol mit den Strukturkonstanten der Lie-Algebren {\displaystyle {\mathfrak {so}}(3,\mathbb {R} )\cong {\mathfrak {su}}(2,\mathbb {C} )} überein. Das folgende Beispiel illustriert die Anwendung des Levi-Civita-Symbols in diesem Zusammenhang. Die Lie-Algebra {\displaystyle {\mathfrak {so}}(3,\mathbb {R} )} kann als die Unteralgebra der schiefsymmetrischen Matrizen in  {\displaystyle \mathbb {R} ^{3\times 3}}, das heißt der reellen  {\displaystyle 3\times 3}-Matrizen, dargestellt werden. Die Generatoren (eine Basis) von {\displaystyle {\mathfrak {so}}(3,\mathbb {R} )} ist gegeben durch die Matrizen {\displaystyle T_{i}\in \mathbb {R} ^{3\times 3}}, {\displaystyle i=1,2,3}, mit den Komponenten  {\displaystyle (T_{i})_{jk}=-\varepsilon _{ijk}}. Die Kommutatoren der Generatoren lauten dann {\displaystyle [T_{i},T_{j}]=\varepsilon _{ijk}T_{k}}.